# 大羊坊沟
大羊坊沟是北京市东南郊的一条河流，为凉水河的支流。
发源自朝阳区左安门外饮马井，向东南方向流经通县，再向南流入大兴区，汇入凉水河。全长13.5公里，宽12—20米，流域面积18平方公里。